# 韓沃申
韓 沃申（ハン・オクシン、朝鮮語: 한옥신、1920年9月14日 - 1981年5月30日）は、大韓民国の政治家。第10代大韓民国国会議員。本貫は清州韓氏。

## 経歴
1948年に試験に合格し、検事となった。延世大学校経営大学院（1970年）を卒業後、東国大学校で法学博士号を取得した。法務部検察局情報課長、ソウル・大邱・釜山地方検察庁部長検事、ソウル高等検察庁検事・部長検事、内務部治安局長、大田・大邱地方検察庁検事長、大検察庁特別捜査部長を務めた後、1978年12月12日の第10代総選挙で当選し、議員となった。また、維新政友会国会議長を務めた。
1981年5月30日、自宅にて持病であった肝硬変の悪化により61歳で亡くなった。
- 法務部検察局情報課長
- ソウル・大邱・釜山地方検察庁部長検事
- ソウル高等検察庁検事·部長検事
- 内務省治安局長
- 大田·大邱地方検察庁検事長
- 最高検察庁特別捜査部長